# راک‌پورت کالنی (داکوتای جنوبی)
راک‌پورت کالنی (به انگلیسی: Rockport Colony) یک منطقهٔ مسکونی در ایالات متحده آمریکا است که در شهرستان هنسن، داکوتای جنوبی واقع شده‌است. راک‌پورت کالنی ۳۷۳ متر بالاتر از سطح دریا واقع شده‌است.